# Mănăstirea Sfânta Treime din Soporu de Câmpie

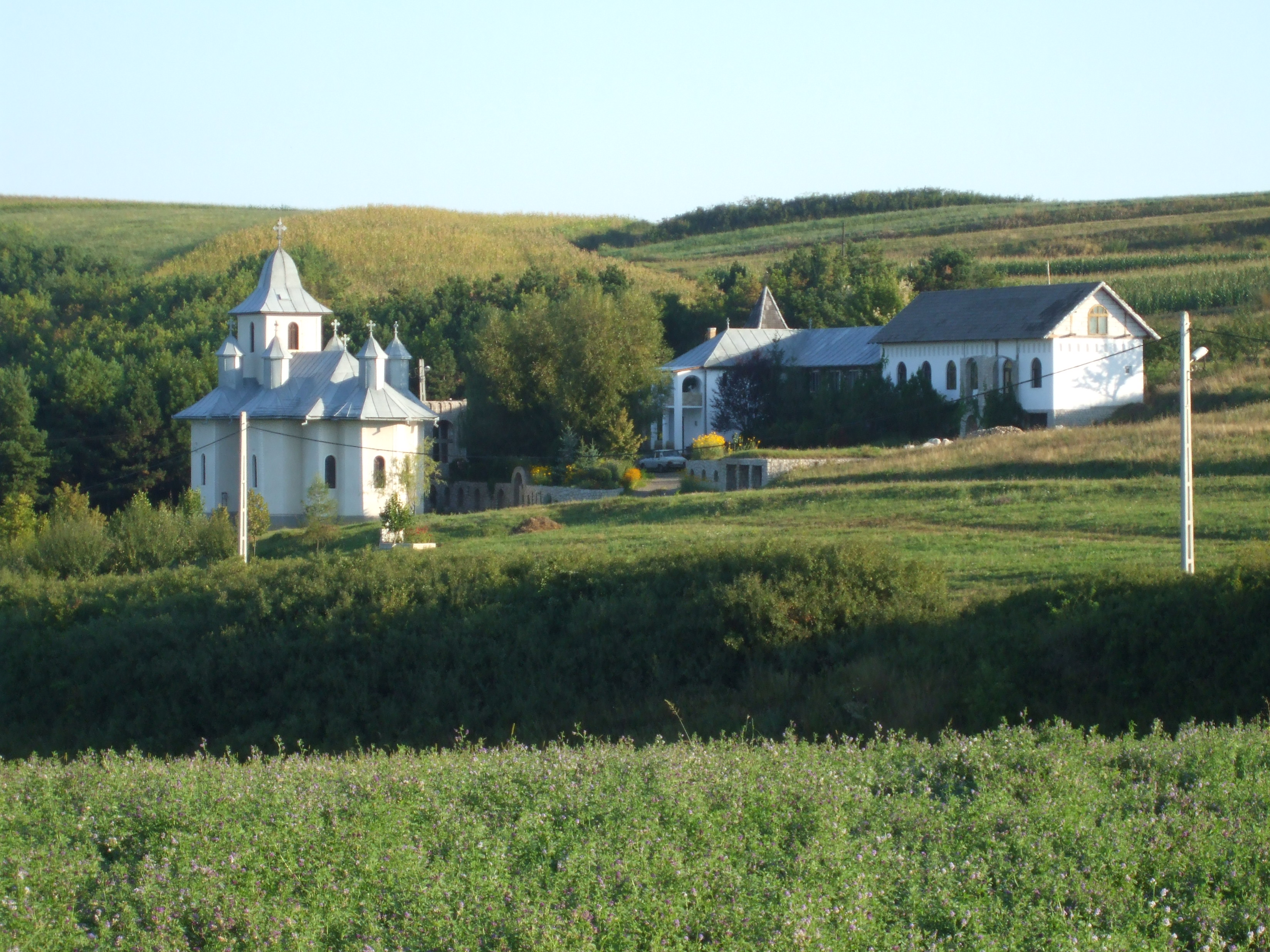
Soporu de Câmpie - Mănăstirea Sfânta Treime

Mănăstirea Sfanta Treime  din Soporu de Câmpie  este o mănăstire de călugări creștin-ortodocși. Lăcașul a fost construit în anul 1992 la propunerea si cu sprijinul preotului ortodox din  sat, Nicolae Pasca.
Mănăstirea se află pe dealul Soporului  (într-o zonă retrasă) La hotarul dintre satele Soporu de Campie,Frata,Iacobeni, putându-se ajunge la ea de pe drumul judetean Turda –Soporu de Campie -Frata ,sau pe ruta Cluj Napoca –Apahida –Mociu- Frata –Soporu de Campie,se află la 30 Km de Turda si 50 Km de Cluj Napoca.

## Galerie de imagini

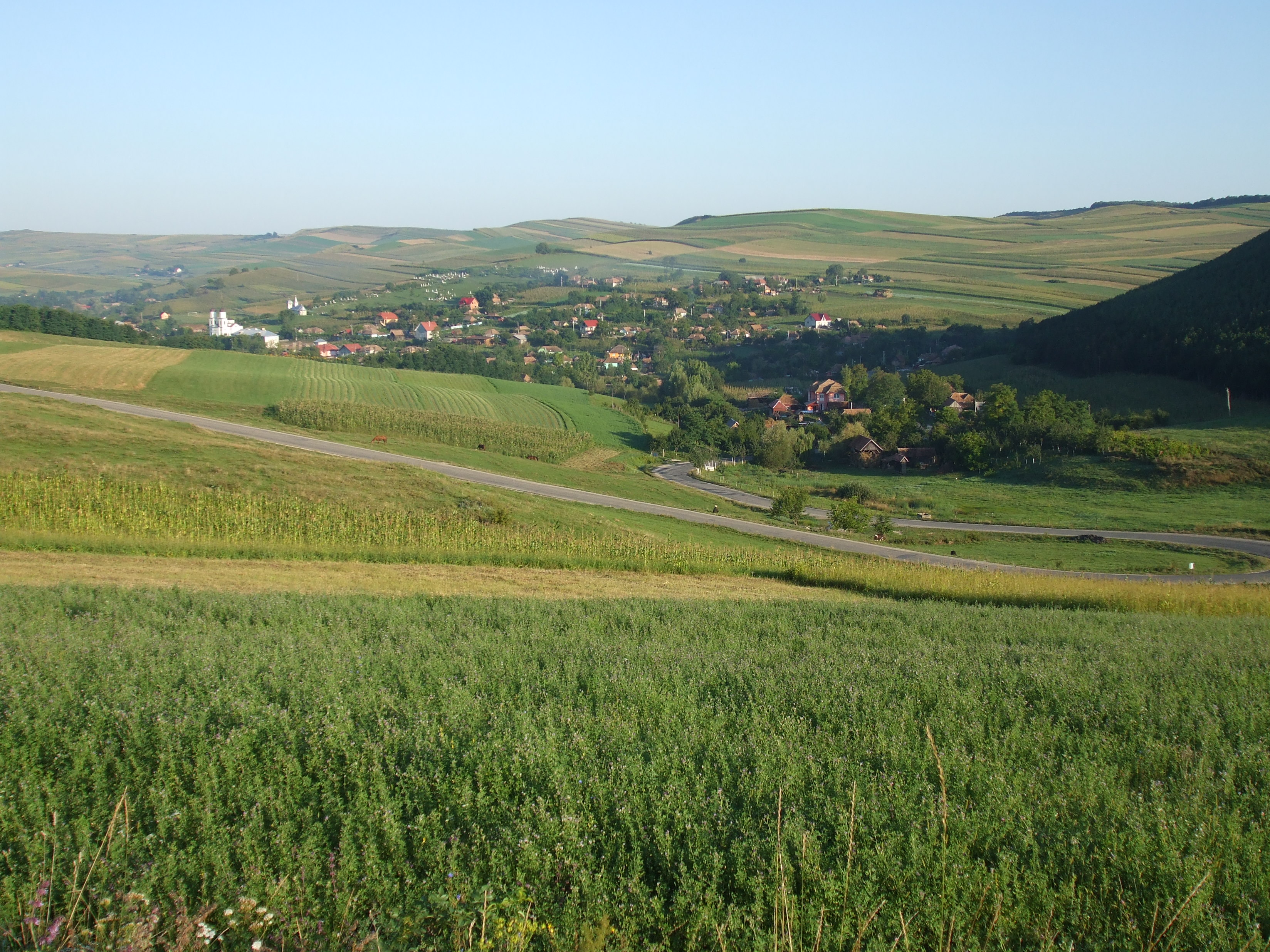
Soporu de Câmpie - vedere dinspre Frata , partea de sud - est.
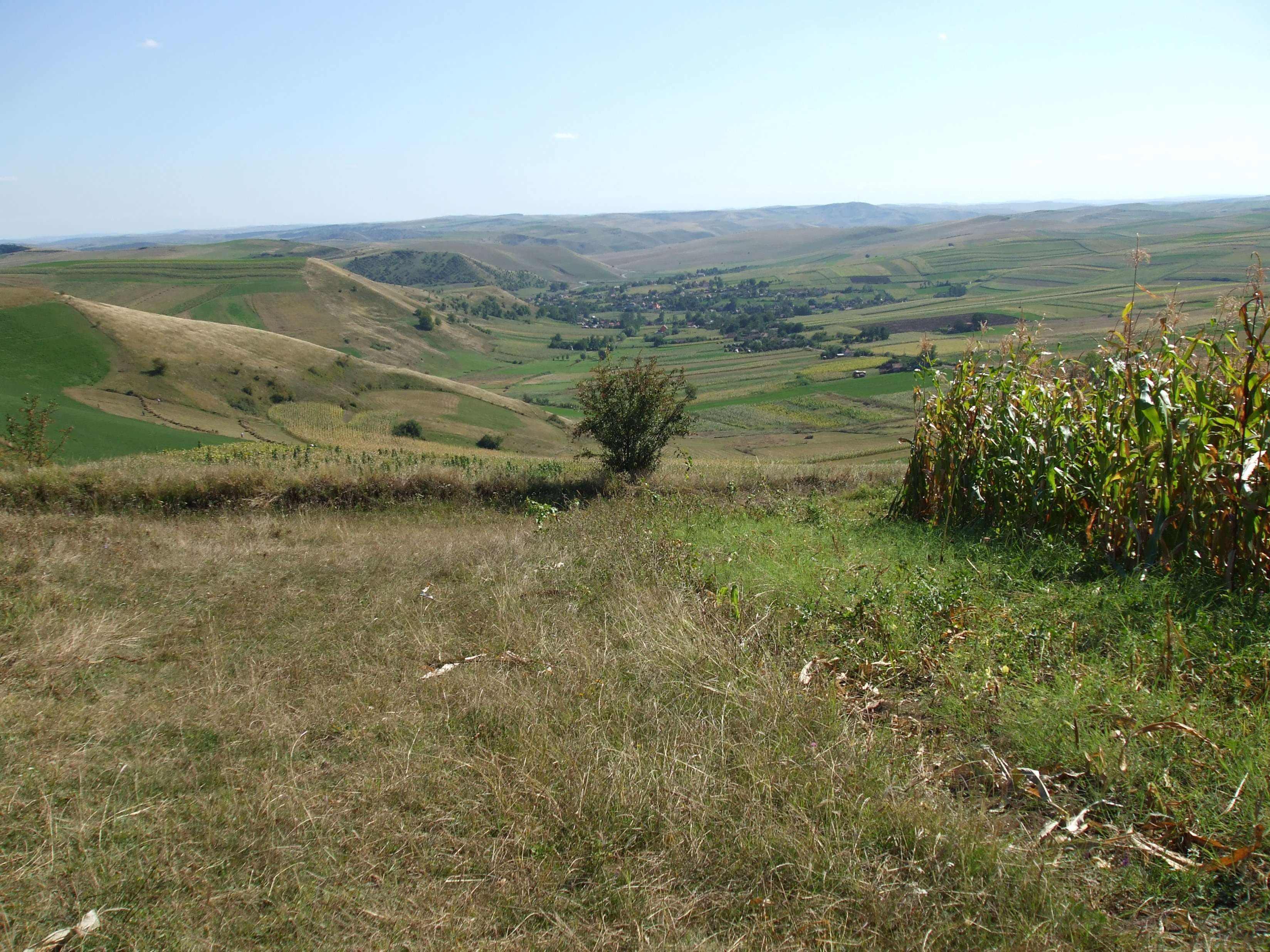
Soporu de Câmpie - Imagine de ansamblu - vedere dinspre Aruncuta , partea de nord -vest.
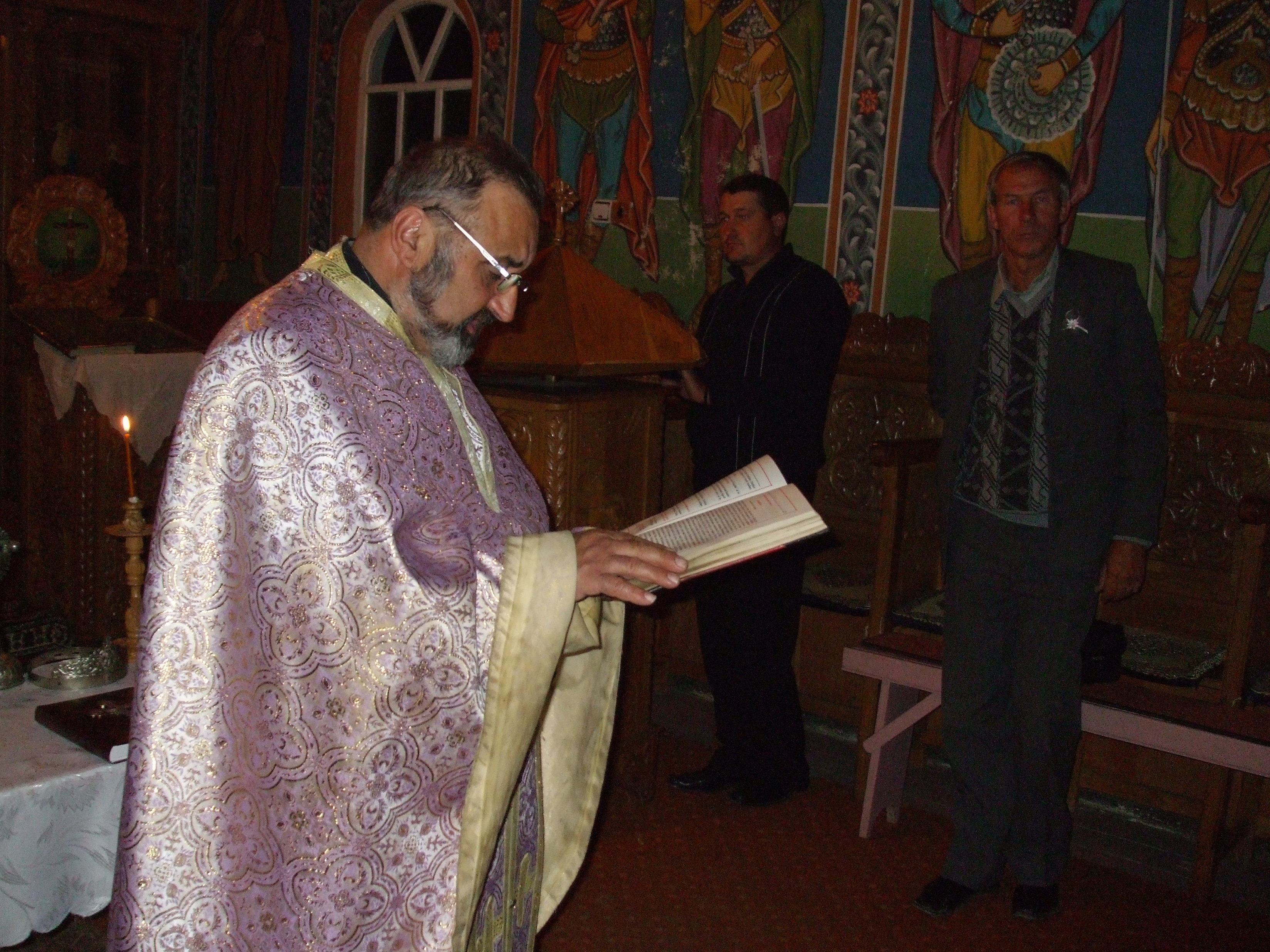
Preotul Nicolae Pasca, ctitorul Manastirii Sfanta Treime din Soporu de Câmpie
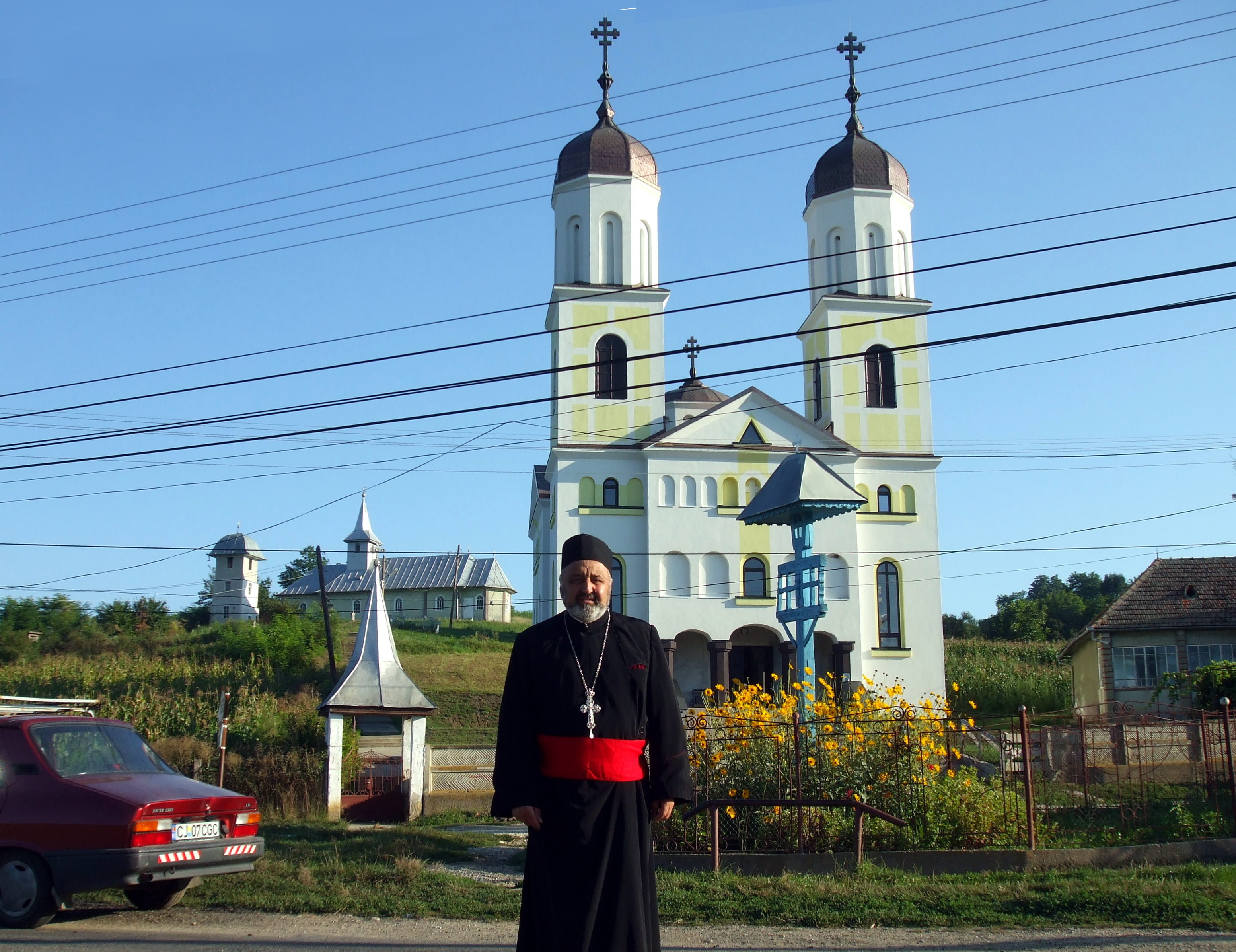
Preotul ortodox Nicole Pașca - ctitor , dupa 1990 , a două  lăcașe de cult în Soporu de Câmpie ,comuna Frata ,jud.Cluj .